# Situacijska komedija
Situacijska komedija (okrajšano sitkom) je žanr komedije, ki se osredotoča na skupino ljudi v okviru določenega okolja, npr. doma ali na delovnem mestu, humor je običajno v dialogih med njimi. Oblika izvira iz radijskih oddaj, toda sčasoma se je uveljavila kot eden najpogostejših žanrov televizijskih serij. Situacijska komedija je pogosto posneta pred občinstvom v studiu, efekt snemanja v živo pa je mogoče dodati tudi naknadno z vključitvijo posnetega smeha.
Izraz situacijska komedija se je začel uveljavljati v 1950-ih letih. Nekateri liki, komične situacije in pripetljaji, ki slonijo na pričevanjih občinstva ali zapisih veseloiger, so zelo podobni kot v zgodnjih situacijskih komedijah, kot sta I Love Lucy in The Honeymooners. Za prvo situacijsko komedijo velja Pinwright's Progress, ki jo je v desetih epizodah med letoma 1946 in 1947 predvajal BBC. V ZDA za »izumitelja situacijskih komedij« velja režiser in producent William Asher, ki je od 1950-ih do 1970-ih let režiral kopico serij, tudi I Love Lucy. Iz angleščine se za situacijsko komedijo rabi tudi okrajšava sitkom (sitcom – situation comedy).